# Bernard Perrine
Pour les articles homonymes, voir Perrine.
Bernard Perrine est un journaliste, enseignant et photographe français né à Elbeuf le 9 septembre 1938 et mort à Paris le 15 décembre 2023.
Il est correspondant de la section de photographie de l’Académie des beaux-arts.

## Biographie
Bernard Pierre Perrine est né le 9 septembre 1938 à Elbeuf, en Normandie,.
En parallèle de ses études universitaires, Bernard Perrine étudie et pratique la photographie. En 1961, il organise à Caen la première exposition internationale d'art photographique. Il est membre du Club des 30x40, club photographique parisien de 1952 à 1998.
Il travaille pour la presse magazine et l'édition, et développe un travail d'auteur.
ll milite et documente les événements de Mai 68. Il crée avec Jean-Pierre Sudre le département de photographie de l'École Supérieure d'Art Graphique, puis le pôle photographie du département de Communication visuelle et audiovisuelle de l'École supérieure d'art de Marseille Luminy. Il enseigne ensuite les techniques visuelles dans les universités de Paris I et de Paris VIII.
Membre du comité pédagogique de la Fondation nationale de la photographie, il rédige en 1978 un rapport sur l'enseignement de la photographie en France, et participe en tant qu'expert, au colloque sur l'enseignement organisé au Luxembourg par l'Unesco.
Bernard Perrine devient membre du conseil d'administration de l'École nationale supérieure Louis Lumière, et conseil auprès du ministère de l'Éducation nationale et des chambres des métiers en charge de l’actualisation des diplômes concernant l'enseignement de la photographie.
À la demande de Jack Lang, et avec Michel Guy, il organise en 1981 Les États généraux de la photographie. Après avoir supervisé, à partir de 1973, l'organisation des Rencontres de la photographie d'Arles, il en devient le directeur en 1977, et assure depuis le commissariat de nombreuses manifestations en liaison avec la photographie et son histoire. De 1986 à 1998, en tant que conseiller des JIP (Journées de l'Image Pro d'Arles), événement international et avant-gardiste de la photographie professionnelle, mais aussi avec le support partenariat du magazine Le Photographe dont il est rédacteur en Chef, il contribue à aider les professionnels à connaître et à maîtriser les nouvelles technologies de l'Image. Ainsi grâce à Bernard Perrine, ce seront les JIP qui feront découvrir l'image numérique au niveau international.
Dans le cadre des ateliers des JIP, on pouvait découvrir le premier appareil photo numérique au monde (le Kodak DCS100) ou les premières versions de Photoshop présentées par Russel Brown, l'un des créateurs du logiciel. 
Lors de sa dernière apparition aux Rencontres d'Arles, Bernard Perrine a résumé dans un interview vidéo ("Mon Arles" sur YouTube) l'histoire des Rencontres, des JIP, mais aussi plus largement de la photographie argentique et numérique.
Journaliste spécialisé, Bernard Perrine a dirigé la rédaction du magazine Le Photographe qu’il dirige pendant 26 ans. Il crée le magazine Video Broadcast et réalise et participe à des expositions individuelles et collectives. Il est l’auteur de publications et éditions.
Membre du comité de l’Association française d'action artistique pour la photographie, il est rapporteur pour la Villa Médicis hors les murs, président du Syndicat national de la presse photo et vidéo, vice-président de l’Association pour la promotion de l'image, vice-président de la Société Française de Photographie, membre du bureau et membre de l’European Imaging and Sound Association et secrétaire général de l'Association pour la promotion des fonds photographiques (APFP).
Bernard Perrine est élu le 21 octobre 2009, correspondant de la section de photographie de l’Académie des beaux-arts. Il organise en 2015 le colloque sur la photographie pour célébrer le 350e anniversaire de l'Académie des sciences,.
Bernard Perrine meurt à Paris le 15 décembre 2023 à l'âge de 85 ans,.

## Collections
- Bibliothèque nationale de France[5].
- Musée Cantini[5].
- Musée Réattu[2].
- Collections particulières[5].

## Distinction
- 2016 : Officier des Arts et Lettres[5].
- 2006 : Médaille d'honneur du travail